# アンソニー・ゴンザレス
アンソニー・ゴンザレス（Anthony Gonzalez 1984年9月18日 - ）はオハイオ州クリーブランド出身のアメリカンフットボール選手、政治家。現在はアメリカ合衆国下院議員（オハイオ州第16区選出、共和党所属）。選手時代のポジションはワイドレシーバー。

## 経歴

### プロ入りまで
地元の高校ではアメリカンフットボールと陸上競技を行った。3年の時、71回のキャッチで1,873ヤードを獲得、21タッチダウンをあげて州のファーストチームに選ばれた。1回あたりの27.3ヤード獲得は学校記録を更新した。陸上のトラック競技でも2年、3年の時、州の決勝に進んだ。その後オハイオ州立大学に進学しサントニオ・ホームズ、テッド・ギン、ロイ・ホール、ハイズマン賞を受賞するトロイ・スミスとチームメートになった。3年の時にビッグ・テン・カンファレンスのオールスターに選出された。また学業でも哲学の分野でオールアメリカンに選出された。

### NFL
2007年のNFLドラフト1巡目32番目でインディアナポリス・コルツに指名されて入団しスロットレシーバーとなった。このドラフトでは彼を含めて3人のワイドレシーバーが指名された。この年37回のキャッチで576ヤードを獲得、3タッチダウンをあげた。2008年には57回のキャッチで664ヤードを獲得、4タッチダウンをあげた。彼の活躍もあり2009年、チームはベテランのマービン・ハリソンをサラリーキャップに余裕を開けるため放出し、レジー・ウェインと共に先発WRとして期待されたがシーズン開幕戦のジャクソンビル・ジャガーズ戦で右膝の靱帯を負傷し復帰まで8週間と診断された。そのままチームに復帰することなく12月24日に故障者リスト入りした。
2010年は、2試合に出場、5レシーブ、2011年は、8試合に出場、レシーブ0回に終わった。入団してから5シーズンの成績は、40試合に出場（先発12試合）、99回のレシーブで1,307ヤード、7TDであった。コルツで過ごした5シーズンのうち、最後の3シーズンは怪我に悩まされた。
2012年3月17日、ニューイングランド・ペイトリオッツと契約を結んだ。しかし5月29日、ペイトリオッツから解雇された。

### 政治家
2018年11月に行われた中間選挙にオハイオ州第16選挙区から出馬し当選した。この選挙では同じ元NFL選手であるコリン・オールレッドがテキサス州第32選挙区で当選している。この選挙ではコルツ時代のチームメートであるペイトン・マニング、オースティン・コリー、クリーブランド・ブラウンズのオーナー、ジミー・ハスラムなどから支援を受けた。